# Molophilus lieftincki
Molophilus lieftincki är en tvåvingeart som beskrevs av Alexander 1961. Molophilus lieftincki ingår i släktet Molophilus och familjen småharkrankar. Inga underarter finns listade i Catalogue of Life.